# 第三阵营
第三阵营（Third camp），又称第三阵营社会主义（third camp socialism）或第三阵营托洛茨基主义（third camp Trotskyism），是社会主义的一个分支，旨在通过支持有组织的工人阶级作为「第三阵营」来反对资本主义和斯大林主义。
这个词出现在第二次世界大战的早期，針對的是两个「帝国主义阵营」竞相统治世界的想法：一个由联合王国和法国领导，並得到美国支持；另一个由纳粹德国领导，并得到法西斯意大利的支持。

## 词源
从1930年代以来，列夫·托洛茨基和他的美国追随者詹姆斯·帕特里克·坎农将苏联描述为一个「墮落的工人國家」，尽管出现了类似强盗的统治阶层——党的官僚机构，但这种革命性的成果应该被捍卫。特洛茨基、坎农和他们的追随者在为俄罗斯革命辩护的同时，敦促苏联工人阶级自己进行反对斯大林主义的反官僚政治革命。
托洛茨基社会主义工人党的持不同政见者，见证了约瑟夫·斯大林和阿道夫·希特勒在波兰和苏联入侵波罗的海国家时的合作，他们认为苏联实际上已经成为一个新的社会组织，既不是资本主义的，也不是社会主义者。这一观点的拥护者明确地支持马克斯·沙赫特曼，并密切关注詹姆斯·伯纳姆和布鲁诺·里齐的著作，他们认为苏联的官僚集体主义政权实际上进入了旨在发动分裂世界的战争的两大帝国主义「阵营」之一。 第一个帝国主义阵营据说是斯大林和苏联作为直接参与的盟友加入的，由纳粹德国领导，包括最显著的法西斯意大利。在最初的分析中，「第二帝国主义阵营」由英国和法国领导，得到美国的积极支持。
沙赫特曼和他的同伴主张建立一个广泛的「第三阵营」，将世界上的工人和殖民地人民团结起来，进行反对德国-苏联-意大利和英国-美国-法国集团帝国主义的革命斗争。 沙特曼的结论是，苏联的政策是帝国主义的政策，对于国际工人阶级来说，最好的结果将是苏联在军事入侵过程中的失败。相反，托洛茨基认为，苏联的失败将加强资本主义，减少政治革命的可能性。
随着第二次世界大战法西斯主义的消亡以及中欧和东欧苏联控制的政府的出现，「三个阵营」的概念被修改。现在，主要的帝国主义阵营被认为是资本主义的主要力量——美国、英国和法国，而苏联被視為第二个帝国主义阵营。

## 沙赫特曼主義
随着时间的推移，沙赫特曼大力呼吁打倒擁護國家共产主义的共產主義国家所奉行的扩张主义（第二个阵营），渐渐右倾並转而支持资本主义国家（第一个阵营）。这一立场促使正统托洛茨基主义团体把这種意識型態斥為反动的思想。而且，三个阵营分析的一些支持者也与沙赫特曼分裂，并继续对不断变化的世界局势进行分析。

## 第三阵营理论的组织支持
印度大会社会党仍然採用第三陣營立場，使用「我們既不需要倫敦或柏林的統治，也不需要巴黎或羅馬的統治，同樣也不需要東京或莫斯科的統治」（1939年9月）。
今天，第三陣營立場仍然有其支持者，包括爭取工人自由聯盟、新政治杂志以及美国的一些马克思主义多元化组织（包括美国民主社会主义者和美国社会党）的部分成员。

## 该术语的其他用法
最近，伊朗工人共产党及其领导人哈米德·塔克瓦伊和马里亚姆·纳马齐等，以及包括伊拉克左翼工人共产党在内的团体，纷纷呼吁建立第三阵营，以反对美国军国主义和伊斯兰恐怖主义。 然而这与托洛茨基第三阵营理论无关，因为这两个组织都不是托洛茨基主义者的背景。